# 崔思诚
崔思诚，登封（今河南登封）人，元朝政治人物。

## 生平
崔思诚曾于1352年接替王中任松江府知府一职，1363年由王雍接任。